# Lampaya
Lampaya is een bestuurslaag in het regentschap Aceh Besar van de provincie Atjeh, Indonesië. Lampaya telt 1462 inwoners (volkstelling 2010).